# Tarnowo (gmina)
Tarnowo (1919 Tarnowsk; od 1931 Białohruda) – dawna gmina wiejska istniejąca do 1931 roku w woj. nowogródzkim II Rzeczypospolitej (obecnie na Białorusi). Siedzibą gminy było Tarnowo.
W okresie międzywojennym gmina Tarnowo należała do powiatu lidzkiego w woj. nowogródzkim. 11 kwietnia 1929 roku do gminy Tarnowo przyłączono część obszaru zniesionej gminy Honczary oraz (nie zniesionych) gmin Bielica i Lebioda. 11 grudnia 1931 roku gminę Tarnowo przemianowano na gmina Białohruda .
Zobacz też: gmina Tarnowo Podgórne